# テスティコ
テスティコ(伊: Testico)は、イタリア共和国リグーリア州サヴォーナ県にある、人口約200人の基礎自治体（コムーネ）。

## 地理

### 位置・広がり

#### 隣接コムーネ
隣接するコムーネは以下の通り。括弧内のIMはインペリア県所属を示す。
- カザノーヴァ・レッローネ
- チェージオ (IM)
- キウザーニコ (IM)
- ステッラネッロ

### 地震分類
イタリアの地震リスク階級 (it) では、3 に分類される
。